# Gare de Lozanne
La gare de Lozanne est une gare ferroviaire française, située à la jonction de l'axe ferroviaire Lyon - Saint-Germain-des-Fossés via Roanne et de deux lignes secondaires reliant Lozanne à Paray-le-Monial d'une part, à Lyon-Saint-Paul via Tassin d'autre part. Elle est située en bordure de la route de Lyon (D 385), sur la rive droite de la Brévenne, la gare est accolée à la colline au sud et à l'ouest. Les deux voies communes aux lignes de L'Arbresle et de Lamure arrivent en gare en tunnel (à double voie), après avoir fusionné juste à l'entrée de ce tunnel. Afin de permettre un meilleur accès aux trains, les voies vers Saint-Germain-au-Mont-d'Or et vers Tassin sont alors séparées en deux faisceaux de deux, et desservies par trois quais dont un quai central, mais en aval du bâtiment voyageurs. Une passerelle permet d'accéder aux quais 2 et 3.

## Histoire
La section passant par Lozanne ligne du Coteau à Saint-Germain-au-Mont-d'Or est mise en service en 1866 par la Compagnie des chemins de fer de Paris à Lyon et à la Méditerranée (PLM). Lozanne est dotée d'un bâtiment de gare à quatre travées qui sera plus tard complété par deux extensions lorsqu'elle devient une gare de bifurcation.
Mise en service de part et d'autre de Lozanne en 1895 et 1906 et parcourable sur toute sa longueur en 1910, la ligne de Paray-le-Monial à Givors-Canal avait été construite comme itinéraire de dédoublement de la grande ligne de Paris-Lyon à Marseille-Saint-Charles ; elle permettait en effet de relier Nevers à la ligne de Givors-Canal à Grezan (élément de la ligne de la rive droite du Rhône) sans passer par Lyon. Elle devait être utilisée notamment pour les convois de marchandises. Lozanne était alors le point de croisement de deux grands axes de circulation. Un raccordement direct avait de plus été établi à l'est de Lozanne, permettant l'accès à la section sud de la ligne aux trains provenant du triage de Saint-Germain.
L'électrification de la ligne classique de Paris à Marseille, puis surtout la création de la LGV Sud-Est, rendirent le recours à cet itinéraire (non électrifié) de moins en moins intéressant. Le trafic voyageurs de son côté s'était progressivement dissocié entre la liaison Paray - Lyon, déviée par Saint-Germain-au-Mont-d'Or, et la desserte locale de la section de Lozanne à Tassin, rabattue quant à elle sur Lyon-Saint-Paul (la section entre Tassin et Givors est quant à elle utilisée en partie depuis 2012 par la ligne de Lyon-Saint-Paul à Brignais du tram-train de l'Ouest lyonnais).
La ligne fut donc mise à simple voie, et restreinte aux liaisons TER. La double voie n'est maintenue que sur quelques kilomètres de part et d'autre de Lozanne, et le raccordement est de Lozanne a disparu. La gestion des circulations s'est considérablement simplifiée, du fait de la disparition des liaisons Paray - Tassin, qui créaient à l'origine un cisaillement de part et d'autre de la gare de Lozanne.

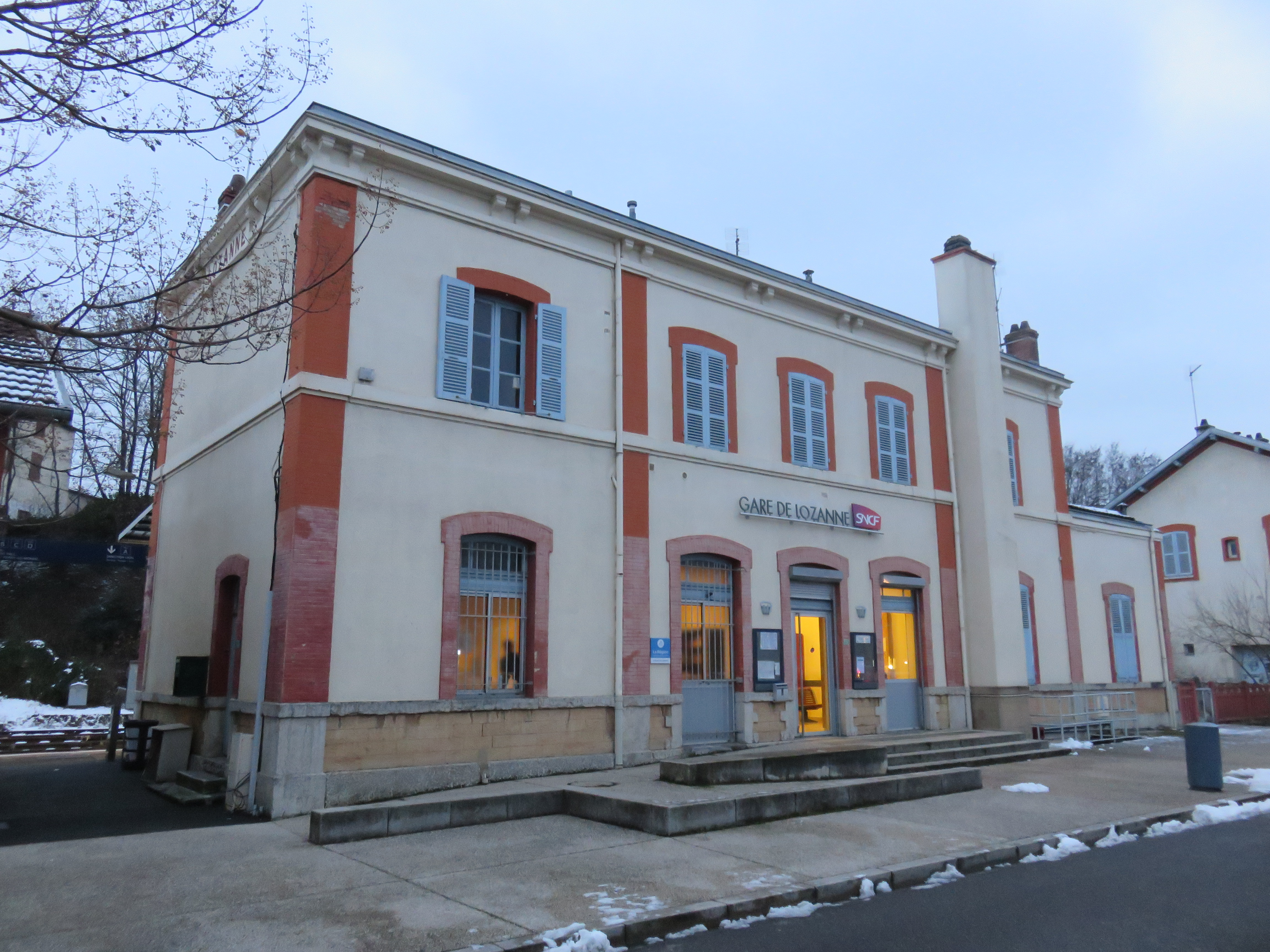
Gare de Lozanne : façade extérieure.
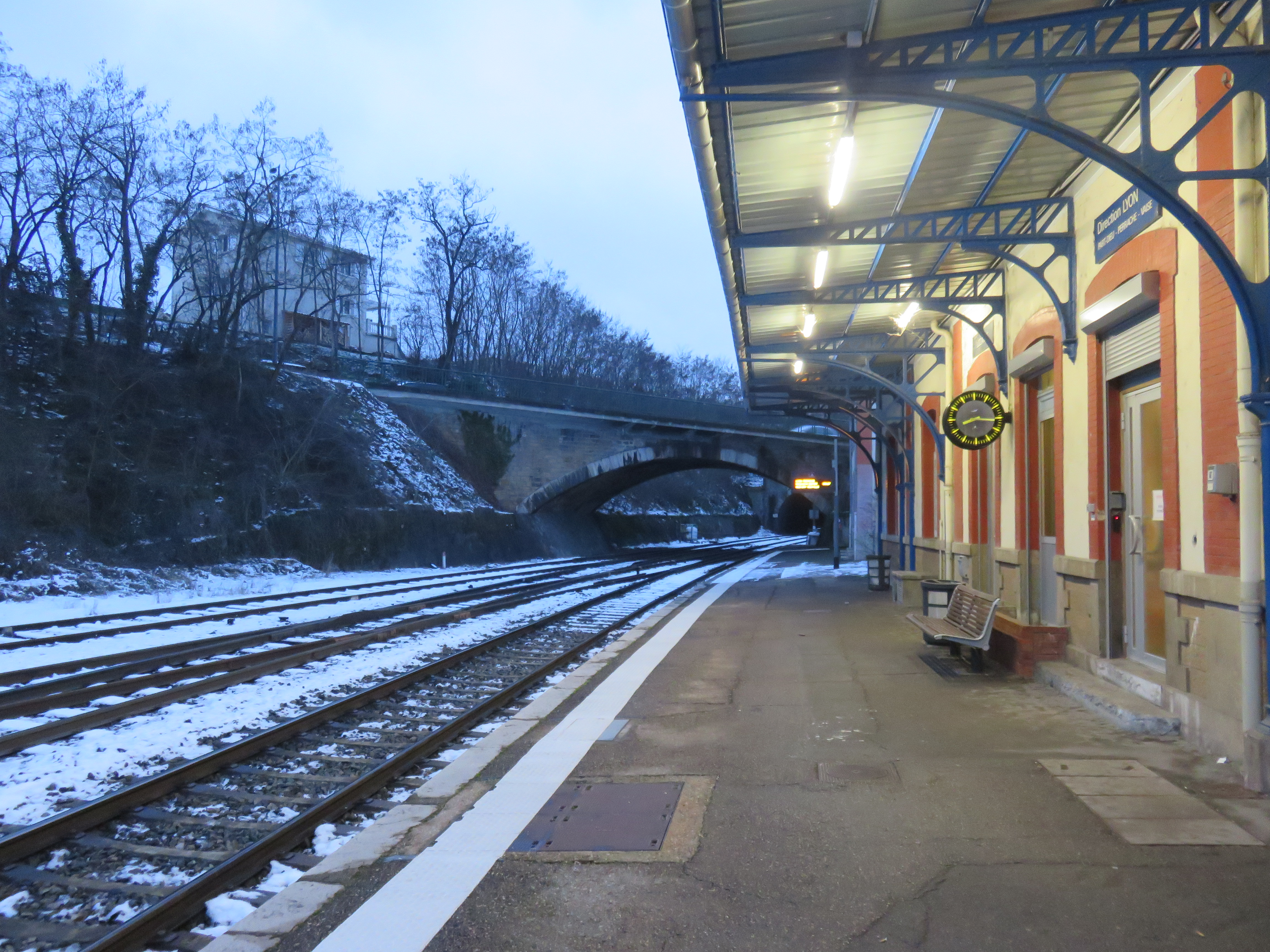
Quai de la gare.
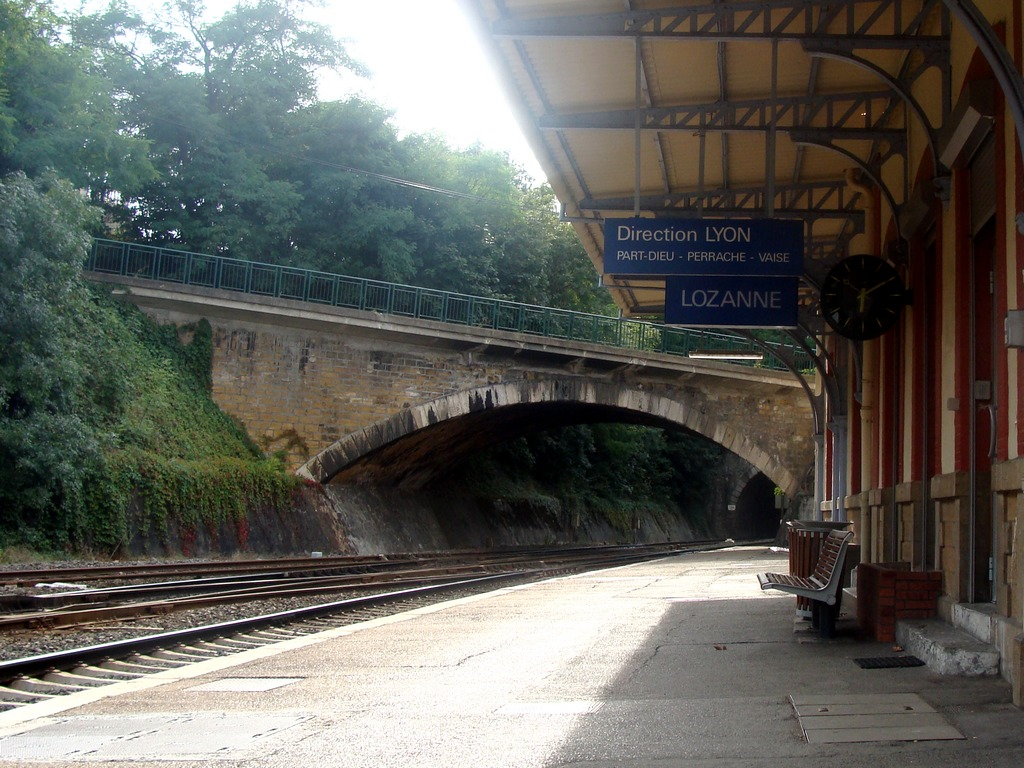
Gare le Lozanne : vue côté voies, en direction du tunnel ouest.
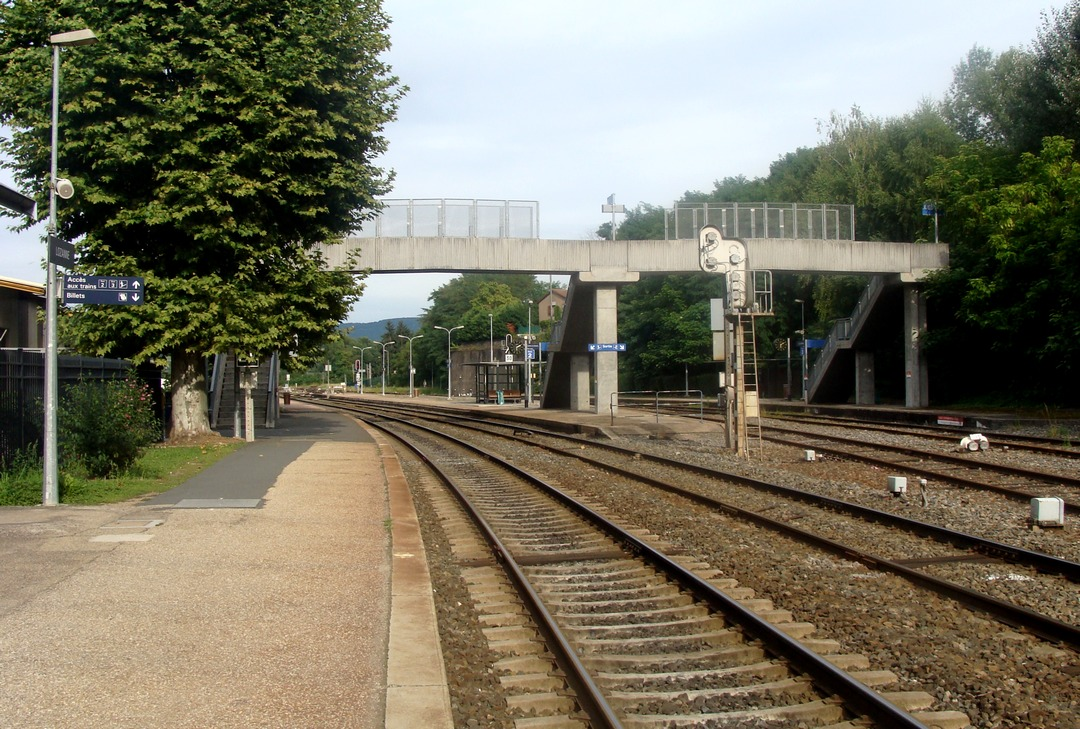
Gare de Lozanne : les quais voyageurs et la passerelle.

## Fréquentation
Selon les estimations de la SNCF, la fréquentation annuelle de la gare s'élève aux nombres indiqués dans le tableau ci-dessous.
| Année                      | 2015    | 2016    | 2017    | 2018    | 2019    | 2020    | 2021    | 2022    | 2023    |
| -------------------------- | ------- | ------- | ------- | ------- | ------- | ------- | ------- | ------- | ------- |
| Voyageurs                  | 311 082 | 303 163 | 326 687 | 270 352 | 303 063 | 187 167 | 247 333 | 344 722 | 376 794 |
| Voyageurs et non voyageurs | 388 852 | 378 954 | 408 359 | 337 940 | 378 829 | 233 958 | 309 166 | 430 903 | 470 993 |

## Service des voyageurs

### Accueil
La gare dispose d'un bâtiment voyageurs accessible toute la journée et d'un guichet (ouvert du lundi au vendredi de 6h30 à 13h25, et le samedi de 9 h 10 à 12 h 30, puis de 13 h 30 à 17 h 20).